# جائحة فيروس كورونا في أوديشا
تم تأكيد الحالة الأولى لجائحة فيروس كورونا 2019-2020 في ولاية أوديشا الهندية في 16 آذار 2020. وأكدت الولاية ما مجموعه 128 حالة، بما في ذلك 88 حالة نشطة و 39 حالة شفاء وحالة وفاة واحدة حتى الساعة الثانية عشر صباحًا من يوم 30 نيسان 2020.

## خلفية
في 12 يناير 2020، أكدت منظمة الصحة العالمية عن ظهور فيروس كورونا المستجد كسبب للمرض التنفسي الذي أصاب مجموعة من الأشخاص في مدينة ووهان، مقاطعة خوبي، الصين، إذ أُبلغ عنهم إلى منظمة الصحة العالمية في 31 ديسمبر 2019. كانت نسبة الوفيات بين الحالات المُشخصة بكوفيد-19 أقل بكثير من جائحة فيروس سارس في عام 2003، لكن انتقال العدوى كان أكبر، والوفيات أيضًا.

## الجدول الزمني
- في 16 آذار، تم تسجيل أول حالة مؤكدة في ولاية أوديشا لرجل بالغ من العمر 31 عامًا من بوبانسوار والذي كان عائدًا من إيطاليا.[6]
- في 19 آذار، كان اختبار الطالب البالغ من العمر 20 عامًا والذي كان عائدًا من المملكة المتحدة إيجابيًا للمرض في بوبانسوار.[7]
- في 26 آذار، أكدت وزارة الصحة الحالة الثالثة في ولاية أوديشا، وهو رجل عمره 60 عامًا في بوبانسوار.[8]
- كان فحص رجلاً من منطقة بهادراك، والذي كان عائدًا من دبي، إيجابيًا، حيث رفع عدد الإصابات على مستوى الولاية إلى 4 إصابات.[9]
- في 1 نيسان، كانت عينات تم أخذها من رجل يبلغ من العمر 60 عامًا في بوبانسوار إيجابية، بينما تعافى شخص واحد من الفيروس وخرج من المستشفى.[10]
- شُخص 15 شخصًا إيجابيًا للفيروس في الولاية في 3 نيسان، بما في ذلك 10 من بوبانسوار، و 2 من بهادراك، وشخص واحد في كل من كوتاك وبوري وجاجبور. في حين أن سبعة من هذه الحالات كانت مرتبطة بالقضية الخامسة في الولاية، وكان ثلاثة آخرون من نفس العائلة.[11]
- في 4 نيسان، رجل من منطقة كالهاندي وله تاريخ سفر إلى البحرين أصبح الحالة رقم 21 المؤكدة في الولاية.[12]
- في 5 نيسان، سجلت الولاية 18 حالة أخرى، كلها في بوبانسوار، حيث ارتفع العدد إلى 39.[13]
- في 6 نيسان، أول حالة مؤكدة في منطقة كندرابارا كانت لرجل يبلغ من العمر 30 عامًا، وقد عاد من دبي منذ أسبوعين.[14]
- عينات تم أخذها من رجل يبلغ من العمر 72 عامًا من بوبانسوار توفي في 6 نيسان ظهرت إيجابية في 7 نيسان، مما يمثل أول حالة وفاة بفيروس كورونا في الولاية. بالإضافة إلى ذلك، تم الكشف عن حالة جديدة في المدينة، ليصل عدد الحالات الإيجابية إلى 42 حالة.[15]
- ارتفع العدد الكلي إلى 48 في 9 نيسان بعد اختبار ستة أشخاص آخرين إيجابيًا في الولاية. وشملت هذه الحالات حالة واحدة من منطقة دنكانال وحالة من ميدنابور غرب البنغال تم إدخالها إلى مستشفى في بوبانسوار.[16]

## إحصائات
| المنطقة | إجمالي الحالات | حالات حالية | حالات متعافية | وفيات | أول حالة                        | النسبة المئوية من الإصابات الكلية | ملاحظات                             |
| --- | -------------- | ----------- | ------------- | ----- | ------------------------------- | --------------------------------- | ----------------------------------- |
| بالاسور | 19             | 19          | 00            | 00    | 18/04/2020                      | 13.4                              | لا يوجد حالات تعافي. لا يوجد وفيات. |
| بهادراك | 19             | 17          | 02            | 00    | 31/03/2020                      | 13.4                              | لا يوجد وفيات.                      |
| كوتاك | 01             | 00          | 01            | 00    | 03/04/2020                      | 0.7                               | جميع الحالات تعافت. لا يوجد وفيات.  |
| ديوغاره | 01             | 01          | 00            | 00    | 29/04/2020                      | 0.7                               | لا يوجد حالات تعافي. لا يوجد وفيات. |
| دنكانال | 01             | 00          | 01            | 00    | 08/04/2020                      | 0.7                               | جميع الحالات تعافت. لا يوجد وفيات.  |
| جاجبور | 36             | 35          | 01            | 00    | 03/04/2020                      | 25.4                              | لا يوجد وفيات.                      |
| جهرجودا | 01             | 01          | 00            | 00    | 29/04/2020                      | 0.7                               | لا يوجد حالات تعافي. لا يوجد وفيات. |
| كالاهاندي | 02             | 00          | 02            | 00    | 04/04/2020                      | 1.4                               | جميع الحالات تعافت. لا يوجد وفيات.  |
| كندرابارا | 02             | 01          | 01            | 00    | 06/04/2020                      | 1.4                               | لا يوجد وفيات.                      |
| كونجار | 01             | 01          | 00            | 00    | 29/04/2020                      | 0.7                               | لا يوجد حالات تعافي. لا يوجد وفيات. |
| كوردها | 47             | 19          | 27            | 01    | 16/03/2020                      | 33.1                              | أول وفاة في أوديشا.                 |
| كورابوت | 01             | 01          | 00            | 00    | 27/04/2020                      | 0.7                               | لا يوجد وفيات.                      |
| بوري | 01             | 00          | 01            | 00    | 03/04/2020                      | 0.7                               | جميع الحالات تعافت. لا يوجد وفيات.  |
| سندرجاره | 10             | 07          | 03            | 00    | 11/04/2020                      | 7.0                               | لا يوجد وفيات.                      |
| المجموع(في كل المناطق) | 142            | 102         | 39            | 01    | أول حالة في أوديشا (16/03/2020) | 100.00                            | مجموع 14 منطقة                      |
| لغاية 30/04/2020 : 04:30 PM المصدر: Covid-19 Dashboard نسخة محفوظة 20 أبريل 2020 على موقع واي باك مشين. District Wise Details |                |             |               |       |                                 |                                   |                                     |

| الجنس   | الحالات |
| ------- | ------- |
| ذكر     | 100     |
| أنثى    | 42      |
| المجموع | 142     |

| العمر      | الحالات |
| ---------- | ------- |
| 0-14 سنة   | 13      |
| 15-40 سنة  | 71      |
| 41-60 سنة  | 41      |
| فوق 60 سنة | 17      |
| المجموع    | 142     |